# Национальный музей истории Трансильвании
Национальный исторический музей Трансильвании (рум. Muzeul Național de Istorie a Transilvaniei) — музей на улице Константина Дайковичу в городе Клуж-Напока, в Румынии. Располагается в историческом здании, известном как дом Петречевич-Хорват. В собрания музея хранятся коллекции из более чем 24 000 археологических, нумизматических, ботанических, зоологических и минералогических экспонатов.
Музей был основан 23 ноября 1859 года «Обществом музея Трансильвании» на средства графа Имре Мико. В 1872 году общество передало музейные коллекции университету Клуж-Напока. В 1929 году они были переданы Румынскому институту классических исследований. После ряда дальнейших перемещений из-за отсутствия места для всех экспонатов, в 1937 году экспозиции разместили в здании в центре города Клуж-Напока, которое музей занимает в настоящее время.
Этнографическая коллекция и пинакотека музея послужили основой для открытия ещё двух музеев в городе — Музея искусств и Этнографического музея Трансильвании. В 1948 году музей перешёл в ведение филиала Румынской академии в Клуж-Напока. С 1 января 1963 года он начал функционировать как самостоятельное учреждение, а с 1994 года классифицируется как имеющий национальное значение. Филиалом исторического музея является Фармацевтический музей в доме Хинца, где ранее находилась первая в городе аптека.
Директором музея в 1945—1973 годах был академик Константин Дайковичу.